# Community Transit
Community Transit, o abreviado CT, es la autoridad de transporte público del condado de  Snohomish, excluyendo a la ciudad de Everett, una división del Departamento de Transporte del condado de  Snohomish. Inicio operaciones el 4 de octubre de 1976.